# We Run the Night
Singles par Havana Brown
Get It
(2011)
We Run the Night est une chanson de la chanteuse et DJ australienne Havana Brown sorti le 29 avril 2011 sous format numérique. La chanson a été écrite et produite par Cassie Davis et Snob Scrilla. La chanson est de style dance-pop sorti sous le label Universal Music. En 2011, le clip vidéo a été réalisé par Benn Jae et Tony Prescott et dure 3:58. En 2012, le clip avec la collaboration du rappeur Pitbull sort le 7 mars 2012.

## Formats et liste des pistes
- Téléchargement numérique[2]

1. "We Run the Night" – 3:36

- Remix numérique[3]

1. "We Run the Night" (Redial Remix) – 4:48

- Remix numérique[4]

1. "We Run the Night" (Dr Chong Remix) – 4:47

- Limited Edition Autographed CD EP[5]

1. "We Run the Night" – 3:36
2. "We Run the Night" (Angger Dimas Remix) – 5:50
3. "We Run the Night" (Redial Remix) – 4:48
4. "We Run the Night" (Dr Chong Remix) – 4:47
5. "We Run the Night" (Matt GC Remix) – 3:57
6. "We Run the Night" (J-Trick Remix) – 3:19

- États-Unis Téléchargement numérique[6]

1. "We Run the Night" (avec Pitbull) – 3:48

## Classement et certifications
| Classement (2011–12)            | Meilleure position |
| ------------------------------- | ------------------ |
| Australie (ARIA)                | 5                  |
| Australie (ARIA Dance)          | 1                  |
| Belgique (Wallonie Ultratip 50) | 6                  |
| France (SNEP)                   | 37                 |
| Nouvelle-Zélande (RMNZ)         | 5                  |

| Classement (2012)                           | Meilleure position |
| ------------------------------------------- | ------------------ |
| Canada (Canadian Hot 100)                   | 69                 |
| États-Unis Billboard Hot 100                | 26                 |
| États-Unis Hot Dance Club Songs (Billboard) | 1                  |
| États-Unis Pop Songs (Billboard)            | 29                 |
| France (Club 40)                            | 5                  |
| Norvège (VG-lista)                          | 17                 |
| Roumanie (Romanian Top 100)                 | 50                 |
| Slovaquie (Rádio Top 100 Oficiálna)         | 19                 |

| Classement (2011)                           | Position |
| ------------------------------------------- | -------- |
| Australie ARIA Classement single            | 40       |
| Australie Classement artistes par single    | 3        |
| Classement (2012)                           | Position |
| États-Unis Billboard Hot 100                | 90       |
| États-Unis Hot Dance Club Songs (Billboard) | 40       |

| Pays             | Organisme | Certification |
| ---------------- | --------- | ------------- |
| Australie        | ARIA      | 3 × Platine   |
| États-Unis       | RIAA      | Platine       |
| Nouvelle-Zélande | RIANZ     | Platine       |

## Historique de sortie
| Pays       | Date             | Format                                  |
| ---------- | ---------------- | --------------------------------------- |
| Australie  | 29 avril 2011    | Téléchargement numérique                |
| Australie  | 27 mai 2011      | Digital remix                           |
| Australie  | 10 juin 2011     | Digital remix                           |
| États-Unis | 14 novembre 2011 | Téléchargement numérique – avec Pitbull |
| États-Unis | 31 janvier 2012  | Contemporary hit radio                  |

## Autres médias
We Run the Night a apparu dans le montage d’ouverture de la télédiffusion du match de la Ligue Nationale de Hockey entre le Canadien de Montréal et les Panthers de la Floride, le 27 mars 2012, diffusé sur le canal de sports canadien RDS.